# 국가정보자원관리원 광주센터
국가정보자원관리원 광주센터(國家情報資源管理院 光州센터, NCIS Gwangju)는 국가정보자원관리원의 소속기관이다. 2017년 7월 26일 발족하였으며, 광주광역시 서구 송암로143번길 34에 위치하고 있다. 센터장은 고위공무원단 나등급에 속하는 일반직공무원으로 보한다. 제2정부통합전산센터 로도 불린다.

## 연혁
- 2006년 12월: 정부통합전산센터에 제2정부통합전산센터추진단 설치.
- 2007년 11월: 광주정부통합전산센터 발족.
- 2007년 12월: 건설교통부 등 24개 기관 정보시스템 이전 완료.
- 2017년 7월: 국가정보자원관리원 광주센터로 개편.

## 조직

### 센터장
- 운영총괄과[2]
- 정보시스템제1과[2]
- 정보시스템제2과[2]
- 보안통신과[2]

## 조직

### 광주정부통합전산센터장
| 대수  | 이름           | 임기                               |
| ----- | -------------- | ---------------------------------- |
| 초대  | 장광수(張光洙) | 2007년 11월 30일 ~ 2008년 3월 7일  |
| 제2대 | 손형길(孫亨吉) | 2008년 3월 8일 ~ 2008년 4월 21일   |
| 제3대 | 유창종(劉昌鍾) | 2008년 7월 10일 ~ 2009년 6월 30일  |
| 제4대 | 이우철(李愚喆) | 2009년 7월 1일 ~ 2011년 4월 18일   |
| 제5대 | 김택곤(金澤坤) | 2011년 4월 19일 ~ 2013년 4월 30일  |
| 제6대 | 이상택(李相澤) | 2013년 5월 1일 ~ 2014년 8월 31일   |
| 제7대 | 장영환(張永煥) | 2014년 9월 1일 ~ 2016년 7월 31일   |
| 제7대 | 김성호(金星鎬) | 2016년 8월 8일 ~ 2016년 11월       |
| 제8대 | 김학홍(金學弘) | 2016년 11월 30일 ~ 2017년 7월 25일 |

### 국가정보자원관리원 광주센터장
| 대수  | 이름           | 임기                              |
| ----- | -------------- | --------------------------------- |
| 제1대 | 김학홍(金學弘) | 2017년 7월 26일 ~ 2018년 3월 12일 |
| 제2대 | 김종한(金鍾漢) | 2018년 3월 13일 ~ 2020년 1월 19일 |
| 제3대 | 이병진(李炳振) | 2020년 1월 20일 ~ 2021년 1월 28일 |
| 제4대 | 황규철(黃圭哲) | 2021년 4월 2일 ~ 2022년 8월 15일  |
| 제5대 | 조욱형(趙旭衡) | 2023년 3월 13일 ~                 |

## 같이 보기
- 대한민국 행정안전부
- 국가정보자원관리원